# Paweł Kowalewski
Paweł Kowalewski (* 20. September 1958 in Warschau) ist ein polnischer Künstler, Installationskünstler, Pädagoge und Unternehmer.

## Leben
Von 1978 bis 1983 studierte er an der Fakultät für Malerei der Warschauer Akademie der Bildenden Künste, wo er im Atelier von Stefan Gierowski ein Diplom mit Auszeichnung erhielt. Seit 1985 ist er Dozent an der Fakultät für Design der Akademie der Bildenden Künste in Warschau. Derzeit hält er den akademischen Titel des Professors der Akademie. Er war Gründer der Gruppa, der berühmtesten polnischen Kunstformation der 1980er Jahre, die er zusammen mit Ryszard Grzyb, Jarosław Modzelewski, Włodzimierz Pawlak, Marek Sobczyk und Ryszard Woźniak schuf. Die Aktivitäten der Gruppa können als Rebellion gegen den Akademismus und die Einstellungen der Avantgarde in der Kunst sowie als Protest gegen Zensur und Unterdrückung durch die kommunistischen Behörden während des Kriegsrechts bezeichnet werden, das 1981 in ganz Polen eingeführt wurde.
Kowalewski empfand die Realität dieses schwierigen Moments in den Zeiten der Volksrepublik Polen als absurd und grotesk. 1984–1989 schrieb Kowalewski im Rahmen von Gruppas ephemeren "Oj dobrze już" (Oh, schon gut) Magazin, in dem Gedichte, Aussagen, Kommentare, Skizzen und Zeichnungen veröffentlicht wurden, lächerliche Texte unter dem Pseudonym des imaginären amerikanischen Journalisten Sharm Yarn. Auf diese Weise wollte er die Unsicherheit der polnischen Kunstkritik aufzeigen, auf die Auslassung der Einzigartigkeit der damals in Polen stattgefundenen Phänomene hinweisen und Versuche verspotten, die Richtung der Kultur nach top-down politischen Paradigmen zu bestimmen.

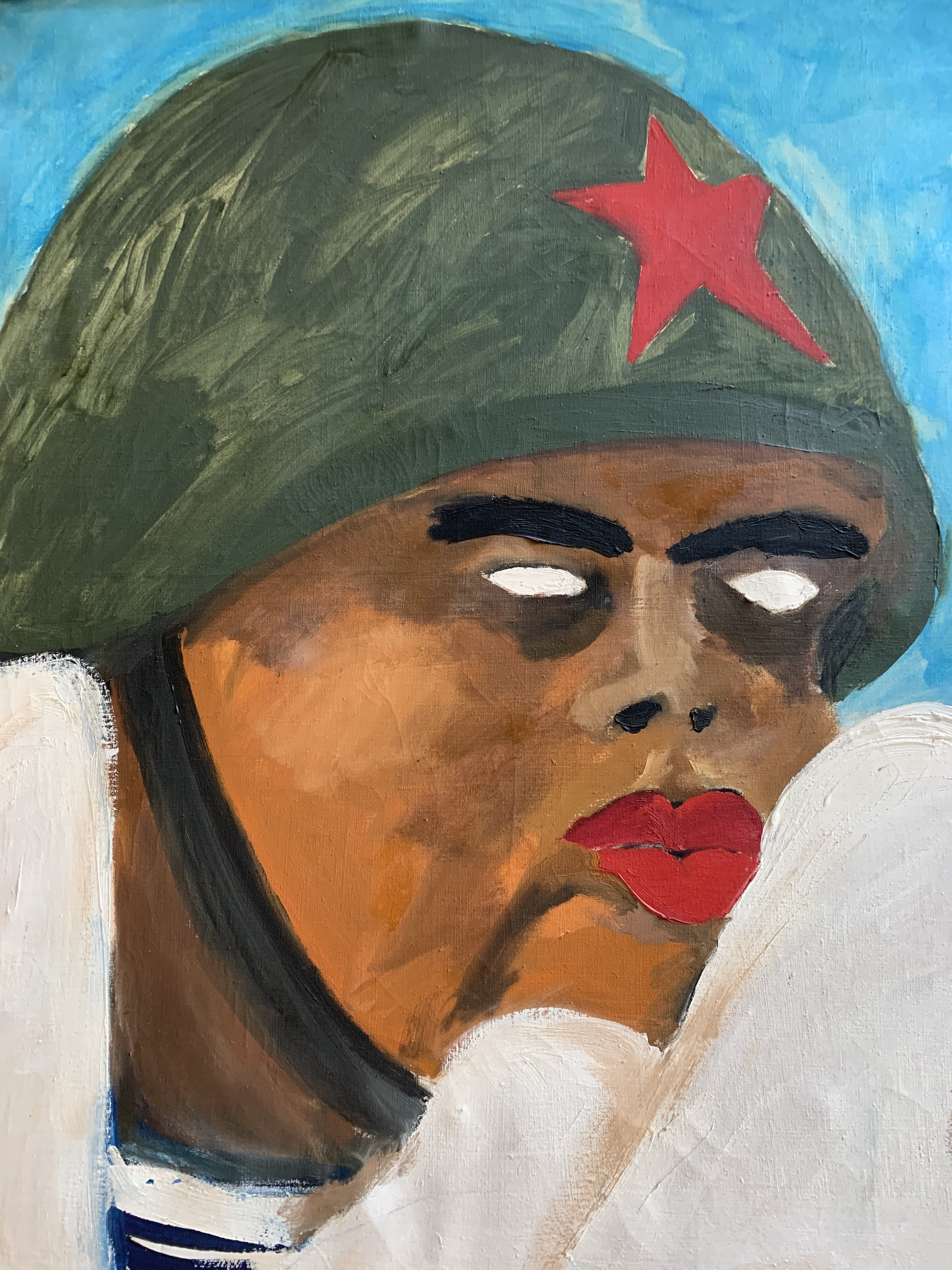
"Mon Cheri Bolscheviq", 1984, Öl auf Leinwand, 100 × 81 cm, in der Sammlung der Starak Family Foundation

## Erstellung
Kowalewskis schöpferische Haltung leitet sich aus der postkonzeptionellen Tradition ab, deren Ideen der Künstler in Form von verbalen Kommentaren und umfangreichen, poetischen Titeln von Werken, die auf materiellen Sashboards platziert sind, in seine Realisierungen einwebte. Zusammen mit den Mitgliedern der Gruppa organisierte er radikale Aktionen der gemeinsamen Malerei und auf der Grundlage der Poetik der Absurdität, z. B. im Kultstudio des Dekans an der Akademie der Bildenden Künste in Warschau (z. B. 1987 ein Rezital mit dem Titel Kühler Hirsch in der Marmelade über Lenin in Poronin). Kowalewskis Kunst kann als ausdrucksstark, autobiografisch beschrieben werden, indem er auf seine persönliche Erfahrung und seinen literarischen Kontext zurückgreift. Der Künstler prägte seine eigene Ausdrucksweise. Die Botschaft war ihm wichtiger als Form oder Medium.
In Polen gab es in den 1980er Jahren eine charakteristische Schnittmenge von sozialen und künstlerischen Prozessen, die von Künstlern als Forscher der lokalen Realität durchgeführt wurde, eine Überprüfung der moralischen und philosophischen Werte. Das Werk von Kowalewski und der Gruppa entstand parallel und vielleicht sogar früher als einige Tendenzen der deutschen Kunst, wie die Neue Wilde. Rebellion und die Suche nach Identität bestimmten die Einstellungen der Schöpfer beider Länder.

## Das Konzept der persönlichen Kunst
Bereits in den ersten Jahren seiner künstlerischen Laufbahn entwickelte Kowalewski das Konzept der persönlichen Kunst, d. h. der privaten Kunst. Seine Inspirationen waren stark mit dem Leben des Künstlers verbunden, verwiesen aber auch auf die Probleme, die den Betrachter in einen universellen Kontext stellen. Dieses fundamentale Oszillieren zwischen der Erfahrung von Singularität und Universalität begleitet Kowalewskis Werk bis heute und bestimmt seinen konstanten Charakter.

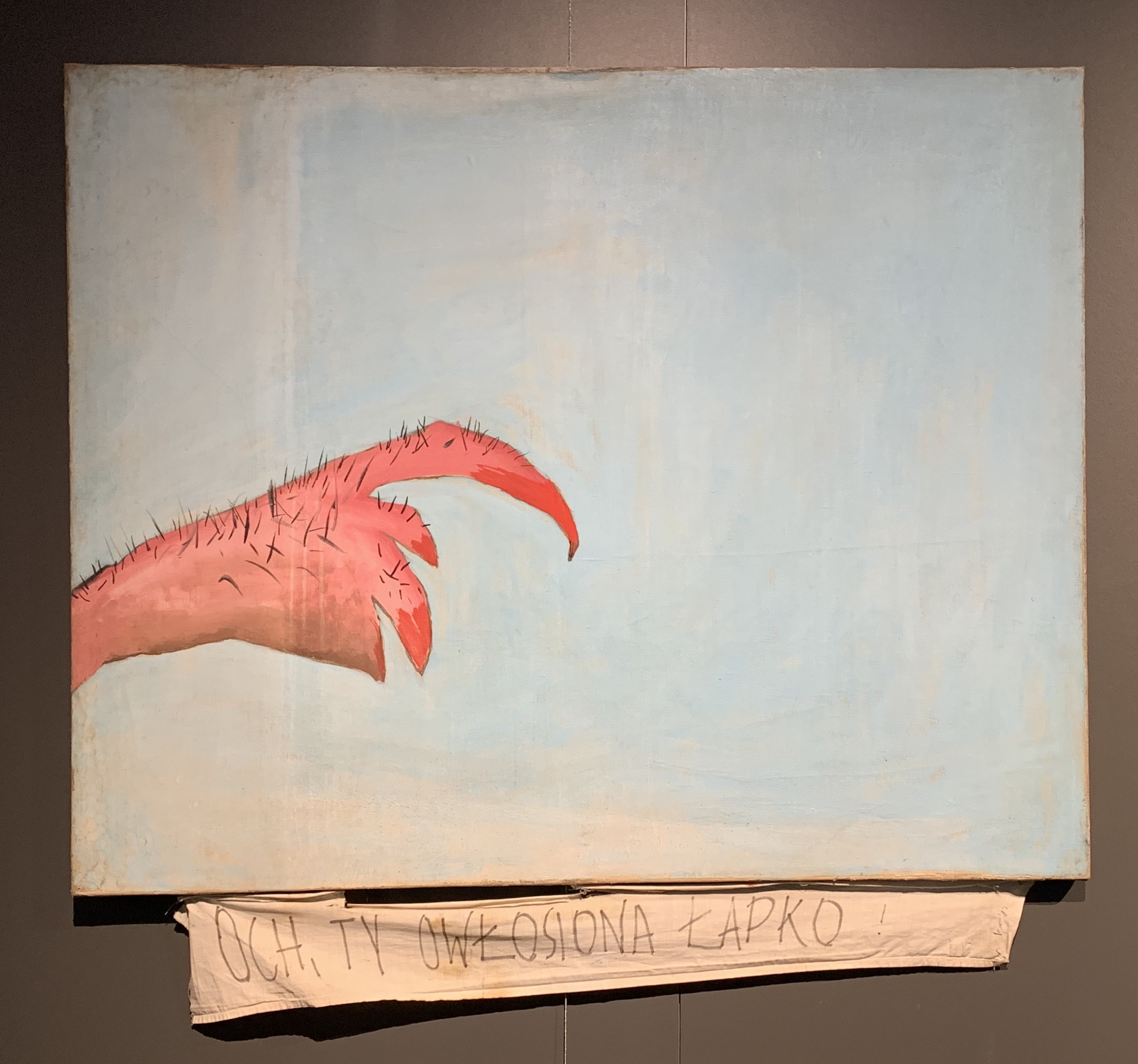
"Oh du haarige Pfote", 1982, Öl auf Leinwand, 80 × 100 cm

Um 1986 entstanden Kowalewskis erste skulpturale Arbeiten. Kleine Objekte, die der Künstler wie Relikte in Glasvitrinen einschloss. Das rechte Ohr des Dieners des höchsten Priesters oder Stein, der zum Brot wurde waren ein kritischer Kommentar zur feindlichen Ästhetik des Alltags. In einem ebenso scharfen, expressiven, lässigen Ton schuf Kowalewski seine Gemälde, die sogar auf Zensurinterventionen der Kirche stießen. Die Tätigkeit des Künstlers in den 1980er Jahren wurde von den Behörden eines totalitären Staates als eine Kunst behandelt, die dem offiziellen Umlauf entkommt. Der Serie Psalmen, die von den Psalmen Davids in der Übersetzung von Czesław Miłosz inspiriert wurde, wurde subjektiv die Blasphemie vorgeworfen.
Ein besonderer Höhepunkt dieser Zeit war die Teilnahme an der Documenta 8. in Kassel 1987, wo die Werke von Barbara Kruger und Joseph Beuys präsentiert wurden. Damals organisierten Kowalewski und die Gruppa ein gemeinsames Gemälde mit einer großformatigen Leinwand namens Kuda Gierman.
Kowalewskis ausgewählte Werke wurden nach zahlreichen Ausstellungen im In- und Ausland später zu Ikonen der Kunst der 80er Jahre, z. B. Mon cheri Bolsheviq (ein Gemälde, das unter anderem in der Ausstellung in der Moskauer Tretjakow-Galerie gezeigt wird), die Skulptur Tragische Opazität der Notwendigkeit (ein hermetisch abgeschlossenes Aquarium mit einem im Wasser versunkenen Stück Rindfleischleber) oder Auf Wiedersehen meinen Lieben (ein Gemälde, das in die Sammlung der renommierten Kunstkritikerin Anda Rottenberg aufgenommen wurde).

## Durchbruchzeit
Der Grenzmoment in Kowalewskis Werk war 1989, als der Künstler zusammen mit Mitgliedern der Gruppa eine gemeinsame Malaktion vor dem Wahllokal der Warschauer Solidarität in Warschau initiierte.
Die Realisierung des Projekts Stimme der Natur für Solidarität krönte symbolisch ihre Gruppenkarriere. In den 1980er Jahren begannen Künstler als Anfänger und beendeten ihre Tätigkeit als Klassiker des letzten Jahrzehnts. Dank ihrer zahlreichen Errungenschaften auf dem Gebiet der Kunst wurde 1992 in der Nationalgalerie für Kunst Zachęta eine große Querschnittsausstellung organisiert, die das Werk der Gruppa zusammenfasst.
Die systemische Transformation sowie das Ende der Existenz der Gruppa beeinflussten Kowalewskis Arbeit durch Veränderungen der Ausdrucksmittel. Anfang der 90er Jahre begann er, analytische und strukturelle Leinwände zu kreieren. In seinen Gemälden aus dieser Zeit stellte der Künstler Tapetenmuster des 19. Jahrhunderts schwarzen und weißen Streifen gegenüber – eine sarkastische Zukunftsvision. Nach der Präsentation seiner neuesten Serie Fin de siècle im Warschauer Galerie Anhang 1992 wurde Paweł Kowalewski in den Stall der französischen Galerie von Isy Brachot aufgenommen, als einziger Pole nach Roman Opałka. Seine Werke wurden in der Galerie Brachot in Brüssel gezeigt, gleichzeitig mit einer Retrospektive des größten belgischen Ruhmes, des Surrealisten Paul Delvaux.

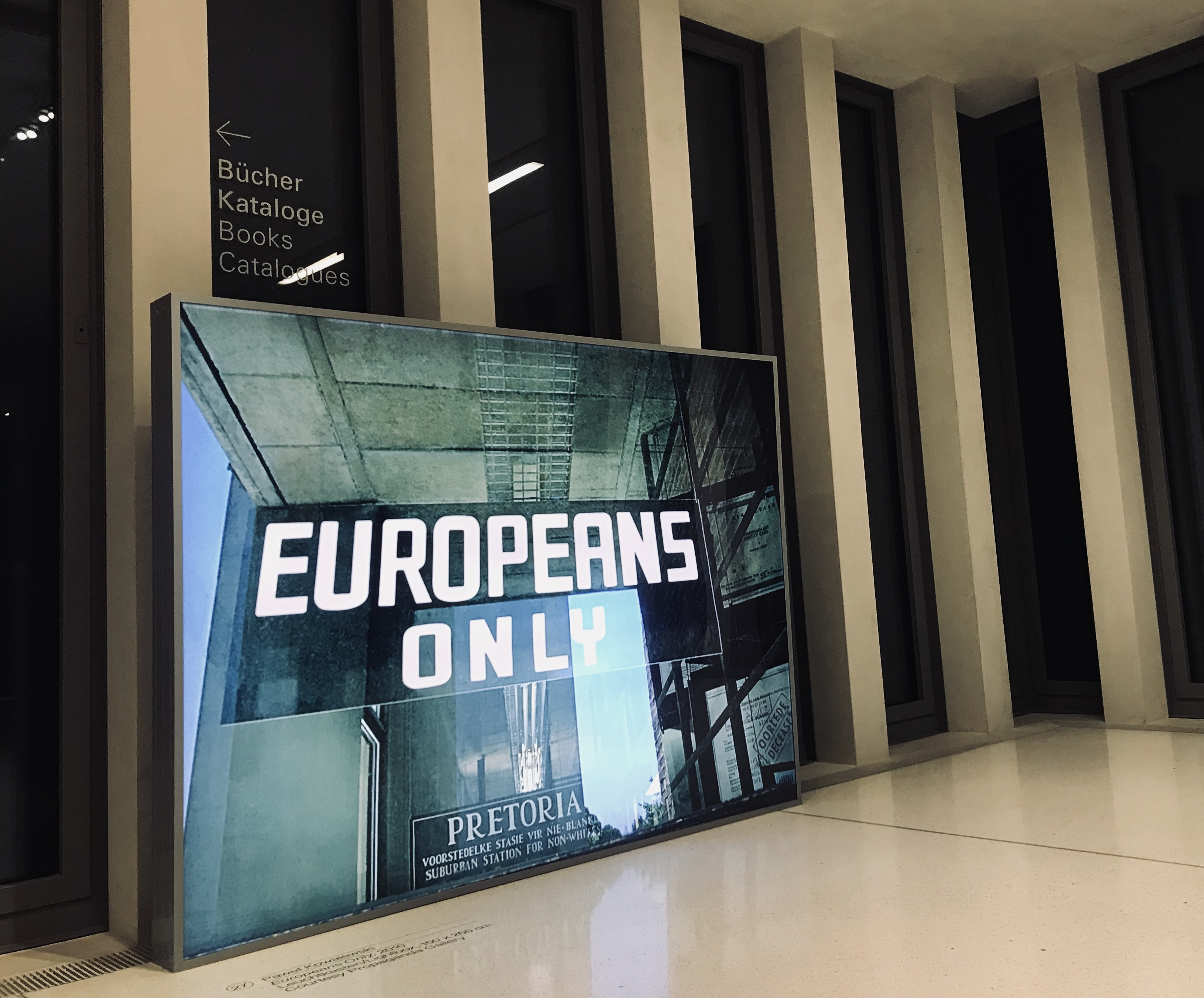
Paweł Kowalewski, "Europeans Only", 2012, lightbox, 150 × 200 × 12 cm, Ausstellung in NS-Dokumentationszentrum München

Mit dem Zyklus Fin de siècle beendete Kowalewski seine Arbeit mit dem Medium Malerei und konzertierte von da an Werke von interdisziplinärem und performativem Charakter. Damals entstanden die bedeutendsten und sozial engagiertesten Werke des Künstlers.
Im Apartheid Museum in Johannesburg zu sehen, die Inschrift Nur Europäer initiierte 2010 die Reihe Verboten/NICHT ERLAUBT, die die Verbote und Aufträge dokumentiert, die während der Reisen des Künstlers um die Welt aufgezeichnet wurden. Reproduktionen der Serie NICHT ERLAUBT in Form von Postkarten erschienen anlässlich von Kowalewskis performativen Aktivitäten während der Biennale in Venedig 2011. Der Künstler besuchte Stände mit Souvenirs und fügte seine Postkarten mit Richtlinien aus demokratischen und totalitären Systemen zu touristischen Postkarten hinzu.
Das Projekt NICHT ERLAUBT fungierte auch als Leuchtkastenserie zu der Installation Simulator des Totalitarismus in der Propagandagalerie 2012. In dieser vom Künstler gebauten technischen Maschine wurden die Welten der Unterdrückung und der drastischen Bilder von Verbrechen aus totalitären Zeiten gleichzeitig mit Szenen eines fröhlichen, normalen Lebens konfrontiert. Der Betrachter, der den Stimulator betrat, wurde zu einem Teilnehmer tragischer Ereignisse, denn sein Foto, das vor dem Eingang zur Kabine aufgenommen wurde, wurde zufällig auf Projektionsrahmen platziert.
Die Materialien, die bei der Herstellung des Stimulators des Totalitarismus verwendet wurden, der Geruch von Gummi, stinkender Teer, Verdunkelung und Isolation, versetzten die Besucher in Situationen der Unterdrückung, so dass sie ihre Reaktionen und ihr Verhalten während der Simulation eines Ausnahmezustandes in der Einsamkeit testen konnten.

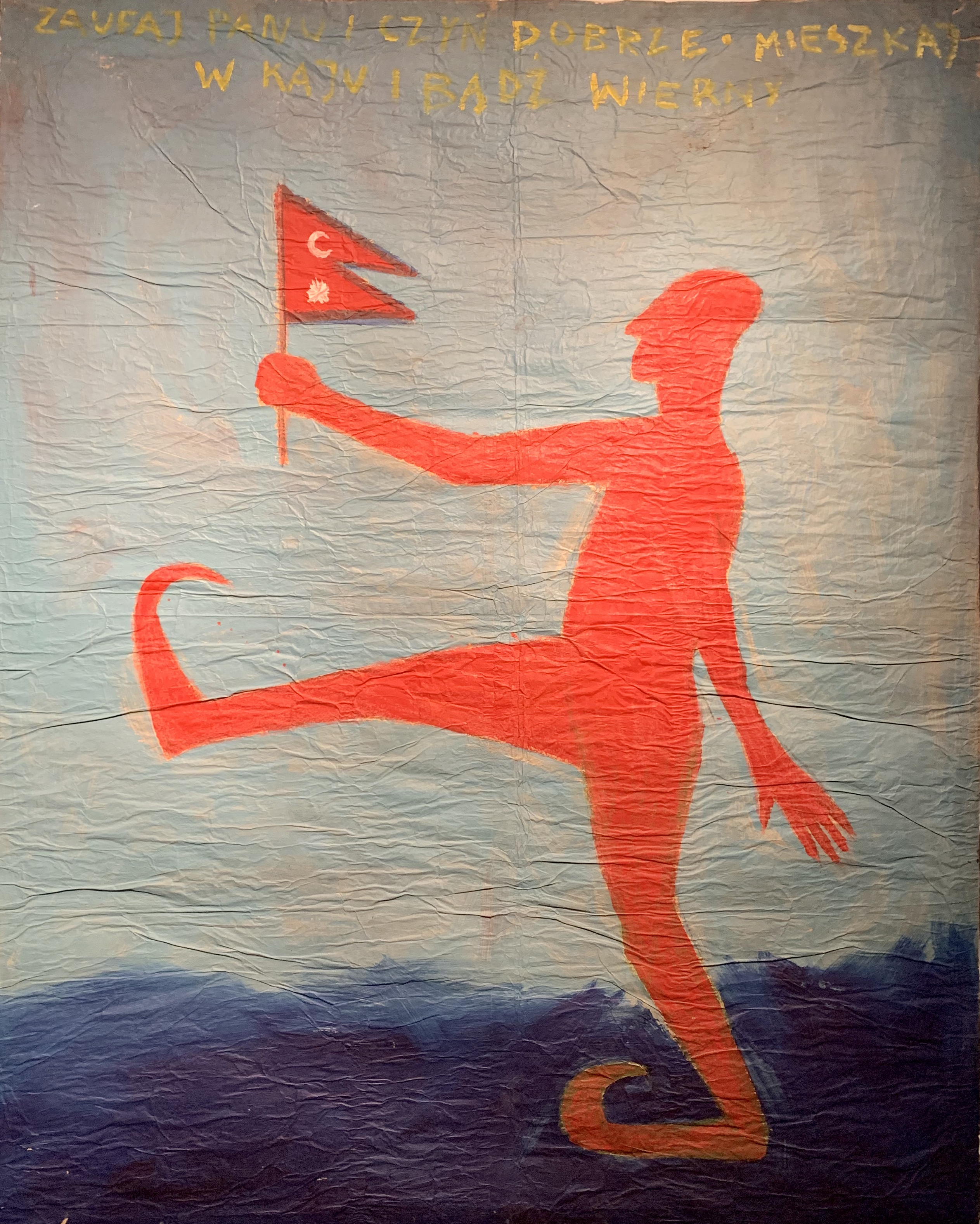
"Trust the Lord and do good, so shalt thou dwell in the land feed on His faithfulness", aus dem Zyklus Psalmen, 1984, Tempera auf Papier, 243 × 195 cm

## Neuer Anfang
Die 2000er Jahre in Kowalewskis Werk sind eine Wendung zum Ethos des Erinnerns und zum persönlichen Prozess des Vergessens und Löschens. Im Jahr 2015 präsentierte der Künstler in Tel Aviv die Serie Kraft und Schönheit, in der er sich mit der Frage nach dem subjektiven Gedächtnis im Kontext kollektiver Erfahrung beschäftigte. Das Konzept entstand aus einer sehr persönlichen Geschichte der Künstlerin und wurde zum Vorwand, um die Geschichte einer außergewöhnlichen Generation von Frauen zu erzählen. Eine Serie von großformatigen, verschwundenen Porträts zeigte die sogenannten Polnischen Mütter, die vom Trauma von Krieg und Totalitarismus geprägt waren. Dank einer speziellen Drucktechnik wurden die Porträts von Frauen mit der Zeit kaum sichtbar, so wie ihre Bilder in unserem Gedächtnis verschwommen sind. Während der Arbeit am Zyklus Kraft und Schönheit führte Kowalewski einen künstlerischen Dialog mit dem renommierten israelischen Künstler Dan Reisinger.
Im Jahr 2017 hatte Paweł Kowalewski seine Einzelausstellung im Jerke Museum – der ersten ausländischen Institution in Deutschland, die sich hauptsächlich der polnischen Avantgardekunst widmet. Das Projekt Zeitgeist bestand aus Skulpturen und den bedeutendsten Gemälden der 80er Jahre, darunter Ich wurde von Indianern angeschossen. Im Rahmen der Ausstellung in der Peterskirche in Recklinghausen wurden gleichzeitig großformatige Werke von Kowalski, d. h. die Psalmen Davids, die noch immer einen universellen Charakter haben, präsentiert. Sie werfen Fragen auf, die die Autonomie des Einzelnen gegenüber höheren Kräften prägen. Er spielt auch in dem Film " Power of Art", der vom Jerke Museum und der Filmschule in Łódź realisiert wurde.

## Kollektionen und Ausstellungen
Paweł Kowalewskis Werke befinden sich in den größten polnischen Museen und in vielen in- und ausländischen Privatsammlungen. Seine Werke wurden für die Sammlung angekauft: Das Nationalmuseum in Warschau, das Nationalmuseum in Krakau, Zachęta – Nationalgalerie für Kunst, Jerke-Museum, Bezirksmuseum in Bydgoszcz, Oberschlesisches Museum in Bytom, Sammlung der Akademie für Bildende Kunst in Warschau sowie die ING Polish Art Foundation, Benetton Foundation, Starak Family Foundation, Egit Foundation.
Paweł Kowalewskis Werke wurden im Jerke Museum in Deutschland, im Künstlerhaus in Tel Aviv, in der Tretjakow-Galerie in Moskau, in der Isy Brachot-Galerie in Brüssel, im Dorotheum in Wien, im Sotheby’s in London, NS-Dokumentationszentrum (München), in Zachęta – National Gallery of Art in Warschau, im Museum of Photography History in Krakau, im Museum für Gegenwartskunst Krakau, in der Propagandagalerie in Warschau (früher Anhang) sowie auf Kunstmessen in Wien, Brüssel und Stockholm ausgestellt.
Der Künstler nahm auch an wichtigen Querschnittsausstellungen teil, die die Zeit der polnischen Transformation und die politischen Beziehungen Polens zu und nach 1989 zusammenfassen, z. B. Bananenrevolution, Moskau – Warschau, Irreligion, Heimat in der Kunst.
1991 gründete er die unabhängige Werbeagentur Communication Unlimited. In der Agentur arbeitet er u. a. für die Kampagne Trink Milch! So wirst du groß. Communication Unlimited ist Mitglied des Verbands der Werbeagenturen, des Vereins der Verbände Werberat sowie der Internationalen Werbeorganisation IAA. Seit 2009 ist Kowalewski Vizepräsident des Weltvorstands von IAA.

## Einzelne Ausstellungen
- 2019 – Alles Leben ist Kunst, Przestrzeń dla Sztuki S2, Warschau[27]
- 2017 – Warum es nichts gibt, und nicht etwas anderes. Miejski Ośrodek Sztuki, Landsberg, Polen
- 2017 – Zeitgeist, Museum Jerke, Recklinghausen, Deutschland
- 2017 – Kraft und Schönheit, Muzeum Historii Fotografii, Krakau, Polen
- 2016 – NICHT ERLAUBT! Galeria Gazety Wyborczej, Warschau, Polen
- 2016 – Diese Dinge heute, Propaganda, Warschau, Polen
- 2015 – Kraft und Schönheit, Artists’ House, Tel Aviv, Israel
- 2013 – Simulator des Totalitarismus, MCSW „Elektrownia“, Radom, Polen
- 2012 – Simulator des Totalitarismus, Propaganda, Warschau, Polen
- 2010 – NICHT ERLAUBT! 2. Mediations Biennale, Posen, Polen
- 2008 – Ich wurde zum zweiten Mal von Indianern angeschossen, Galeria Appendix2, Warschau, Polen
- 1993 – Stockholm Art Fair, Stockholm, Schweden
- 1993 – Brussels Art Fair, Brüssel, Belgien
- 1992 – Malerei, Biuro Wystaw Artystycznych, Sandomir, Polen
- 1992 – Galerie Isy Brachot, Brüssel, Belgien
- 1991 – Fin de siècle, Galeria Appendix, Warschau, Polen
- 1991 – Bilder und ready made, Ośrodek Kultury Polskiej, Prag, Tschechien
- 1990 – Galerie Ariadne, Wien, Österreich
- 1990 – Alles und sofort, SARP Pavillon, Warschau, Polen
- 1989 – Galeria Pawła Sosnowskiego, Warschau, Polen
- 1987 – Teatr Mandala, Krakau, Polen
- 1987 – STK, Łódź
- 1987 – Recital, Pracownia Dziekanka, Warschau, Polen
- 1986 – Satanstag, Galeria na Ostrowie, Breslau, Polen
- 1984 – Verrückter Hammer, Pracownia Dziekanka, Warschau, Polen
- 1984 – Falsches Zeichen, Mała Galeria ZPAF, Warschau, Polen
- 1984 – Wehe, Pracownia A. M. Sobczyków, Warschau, Polen

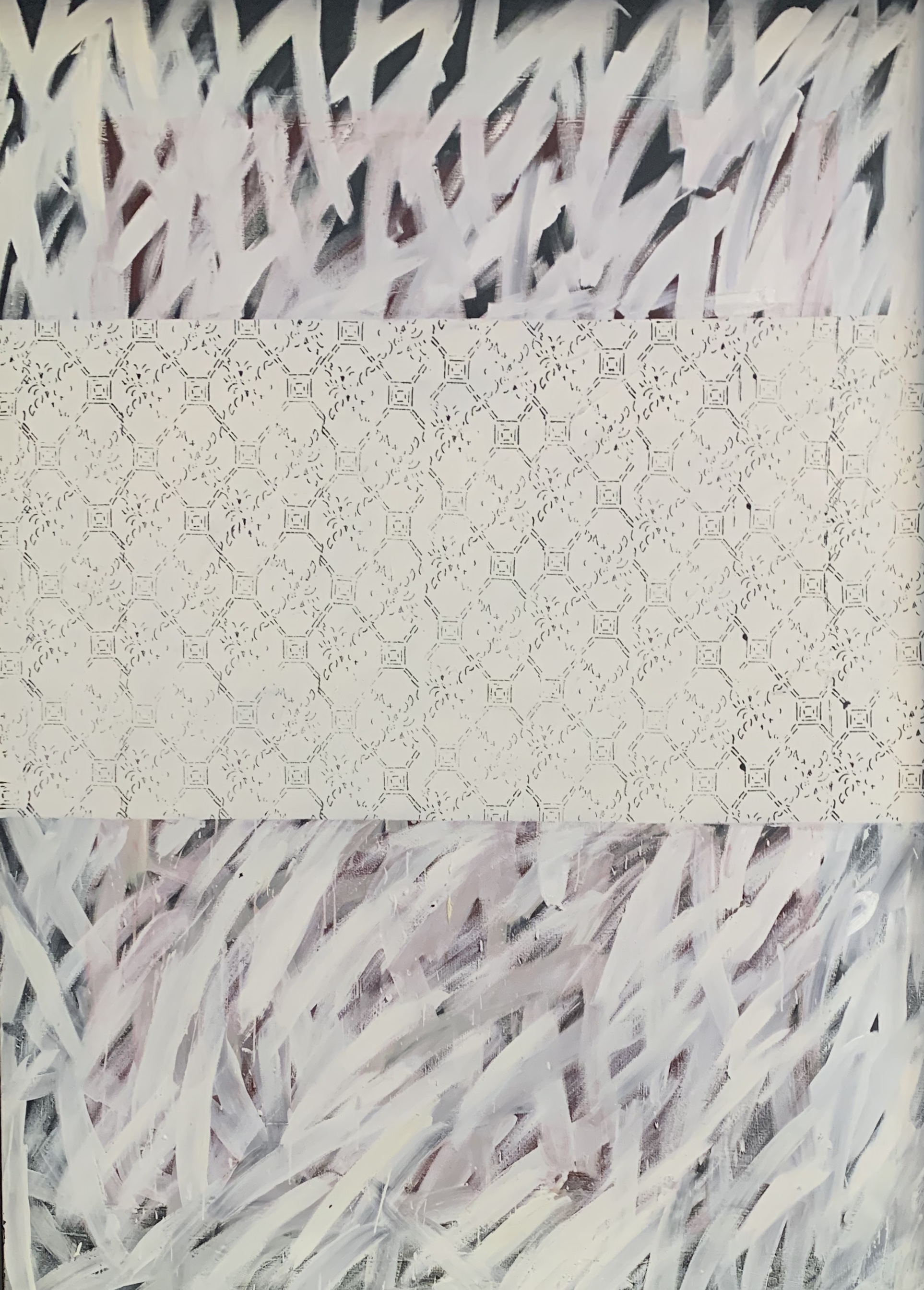
Paweł Kowalewski, "Wir leben in Bewegung, wir ruhen im Tod", 1991, Öl auf Leinwand, 180 × 131 cm

## Gruppenausstellungen
- 2019 – Tell me about yesterday tomorrow, NS-Dokumentationszentrum (München), Deutschland[28]
- 2019 – Der Geist der Natur und andere Märchen. 20 Jahre ING Polnische Kunststiftung, Schlesisches Museum, Kattowitz[29]
- 2019 – Antimonumente, Józef-Brandt-Palast, Zentrum für Polnische Skulptur, Orońsko[30]
- 2019 – II Weltkrieg – Drama, Symbol, Trauma, Museum für moderne Kunst, Krakau, Polen[31]
- 2019 – Tropenwahn, Propaganda Galerie, Warsaw Gallery Weekend, Warschau, Polen[32]
- 2019 – Mein Name ist rot, Państwowa Galeria Sztuki, Sopot, Polen[33]
- 2019 – Neue Figuration – Neuer Ausdruck, DESA Unicum, Warschau, Polen[34]
- 2019 – Zeit, Gdańska Galeria Miejska, Gdańsk, Polen[35]
- 2019 – Magmatismus Pic-Nic, Chiesa dei Santi Cosma e Damiano, Venedig, Italien[36]
- 2019 – Kollektionen, Zachęta – Narodowa Galeria Sztuki und Centrum Rzeźby Polskiej w Orońsku, Narodowe Forum Muzyki, Breslau, Polen
- 2018 – Künstlerort, Galeria Kordegarda Narodowego Centrum Kultury, Warschau, Polen
- 2018 – Heimat in der Kunst, MOCAK-Muzem Sztuki Współczesnej, Krakau, Polen
- 2017 – Künstlerischer Dekan. Phänomen der unabhängigen Kultur 1972–1998 in Krakowskie Przedmieście in Warschau, Galeria Salon Akademii, Akademie der Bildenden Künste, Warschau, Polen
- 2016 – Kollektionen, Zachęta – Narodowa Galeria Sztuki, Warschau, Polen
- 2016 – À la Flamande, Propaganda, Warschau, Polen
- 2016 – Viennacontemporary, Marx-Halle, Wien, Österreich
- 2014 – Zwischen den Jahreszeiten, Propaganda, Warschau, Polen
- 2013 – Klein ist groß, Propaganda, Warschau, Polen
- 2013 – Blau die schönste Farbe der Welt, Propaganda, Warschau, Polen
- 2012 – FRIEDEN '80' – Politischer Protest? Künstlerischer Wettbewerb. Ausstellung unabhängiger Kunst, die von Künstlern geschaffen wurde, deren künstlerisches Debüt 1980-89 stattfand, Muzeum Okręgowe, Reichshof, Polen
- 2012 – Gelegentliche Ausstellung, BWA Galeria Sztuki, Holstein, Polen
- 2011 – Preview, Propaganda, Warschau, Polen
- 2011 – Gelegentliche Ausstellung, Propaganda, Warschau, Polen
- 2011 – THYMOS. Die Kunst der Wut 1900–2011, CSW Znaki Czasu, Thorn, Polen
- 2011 – Spiele für große Jungs, Galeria Appendix2, Warschau, Polen
- 2010 – FRIEDEN 80. Selbstständige Gründung junger Menschen in den Jahren 1980–1989, Muzeum Narodowe, Krakau, Polen
- 2010 – Achtzehntes. Die Schlacht, die das Schicksal der Welt verändert hat, Plac Defilad, Warschau, Polen
- 2009 – Like a Rolling Stone 2, Galeria Appendix2, Warschau Polen
- 2009 – Like a Rolling Stone, Centrum Rzeźby Polskiej, Orońsko, Polen
- 2009 – Bananenrepublik. Ausdrücke aus den 1980er Jahren. MODEM Centrum Sztuki Nowoczesnej i Współczesnej, Debrecen, Ungarn
- 2009 – Bananenrepublik. Ausdrücke aus den 1980er Jahren. Galeria Sztuki Współczesnej, Oppeln, Polen
- 2008 – Bananenrepublik. Ausdrücke aus den 1980er Jahren. Galeria Sztuki BWA – Zamek Książ, Waldenburg, Polen
- 2008 – Bananenrepublik. Ausdrücke aus den 1980er Jahren. Galeria Miejska Arsenał, Posen, Polen
- 2008 – Bananenrepublik. Ausdrücke aus den 1980er Jahren. Muzeum Sztuki Współczesnej, Stettin, Polen
- 2008 – Bananenrepublik. Ausdrücke aus den 1980er Jahren. Galeria Sztuki Wozownia, Thorn, Polen
- 2008 – Bananenrepublik. Ausdrücke aus den 1980er Jahren. CSW „Łaźnia“, Danzig, Polen
- 2007 – Vergiftete Quelle. Zeitgenössische polnische Kunst in einer postromantischen Landschaft, Łotewskie Narodowe Muzeum Sztuki, Riga, Lettland
- 2007 – Vergiftete Quelle. Zeitgenössische polnische Kunst in einer postromantischen Landschaft, Muzeum Narodowe, Stettin, Polen
- 2007 – Bild des Lebens, Muzeum Początków Państwa Polskiego, Gnesen, Polen
- 2007 – Witz und Urteilskraft (Asteismus in Polen), Galeria Miejska Arsenał, Posen, Polen
- 2007 – Witz und Urteilskraft (Asteismus in Polen), CSW Zamek Ujazdowski, Warschau, Polen
- 2006 – In Polen, wo denn? CSW Zamek Ujazdowski, Warschau, Polen
- 2004 – Pflicht und Rebellion. Akademie der Bildenden Künste in Warschau 1994–2004, Zachęta – Narodowa Galeria Sztuki, Warschau, Polen
- 2004 – Warschau – Moskau / Moskau – Warschau 1900–2000, Galeria Tretiakowska, Moskau, Russland
- 2004 – Warschau – Moskau / Moskau – Warschau 1900–2000, Zachęta – Narodowa Galeria Sztuki, Warschau, Polen
- 2002 – Kinder, Künstler, Huren und Geschäftsleute, Galeria Program, Warschau, Polen
- 2002 – Irreligion, Atelier 340 Muzeum, Brüssel, Belgien
- 2001 – Rasse der roten Menschen, Galeria Zderzak, Krakau, Polen
- 2000 – Polonia Polonia, Zachęta – Narodowa Galeria Sztuki, Warschau, Polen
- 1993 – Künstlerische Konfrontationen, Ratusz Staromiejski, Thorn, Polen
- 1991 – Wofür ein Künstler in der unglücklichen Zeit, Muzeum Narodowe, Krakau, Polen
- 1991 – Wofür ein Künstler in der unglücklichen Zeit, Zachęta – Narodowa Galeria Sztuki, Warschau, Polen
- 1991 – Skizze für eine Galerie für zeitgenössische Kunst, Muzeum Narodowe, Warschau, Polen
- 1991 – Polnischer Chic, Zachęta – Narodowa Galeria Sztuki, Warschau, Polen
- 1990 – Kunst des 20. Jahrhunderts aus Mittel und Osteuropa, Dorotheum, Wien, Österreich
- 1990 – Sommer Lounge, Muzeum Narodowe, Krakau, Polen
- 1990 – Künstler für die Republik Polen, Galeria Studio, Warschau, Polen
- 1989 – Pole. Deutsch. Russisch, Dawne Zakłady Norblina, Warschau, Polen
- 1989 – Gefühle, Galeria Dziekanka, Warschau, Polen
- 1989 – In Bild und Gleichnis. Neuer religiöser Ausdruck, Dawne Zakłady Norblina, Warschau, Polen
- 1988 – Bruno Schulz, Pawilon SARP, Warschau, Polen
- 1987 – Was ist los? Dawne Zakłady Norblina, Warschau, Polen
- 1987 – II Jugend-Biennale "Weg und Wahrheit", Św. Krzyża Kirche, Breslau, Polen
- 1987 – Das Geheimnis von Leiden, Tod und Auferstehung Jesu Christi, Muzeum Archidiecezji Warszawskiej, Warschau, Polen
- 1986 – Gemeinschaftsbescheinigung, Muzeum Archidiecezji Warszawskiej, Warschau, Polen
- 1986 – Polnische Pieta, Kirchen in Posen und Breslau, Polen
- 1986 – Ausdrücke aus den 1980er Jahren. BWA, Zoppot, Polen
- 1986 – Aufzeichnungen 2, BWA, Lublin, Polen
- 1985 – I Biennale für neue Kunst, Grünberg, Polen
- 1985 – Zeit der Traurigkeit, Zeit der Hoffnung, Matki Boskiej Bolesnej Kirche, Posen, Polen
- 1985 – I Biennale für neue Kunst, Św. Krzyża Kirche, Breslau, Polen
- 1985 – Präsenz, Miłosierdzia Bożego Kirchengemeinde, Warschau, Polen
- 1985 – Gegen das Böse, gegen die Gewalt, Kirchen in Mistrzejowice, Podkowa Leśna und Zielonka, Polen
- 1985 – Rechnung, Galeria Forma, Warschau, Polen
- 1984 – Chaos, Mann, Absolut, Nawiedzenia Najświętszej Marii Panny Kirche, Warschau, Polen

## Gruppa-Ausstellungen
- 2017 – Gruppa – Der Mythos der Solidarität, galeria ESTA, Gleiwitz, Polen
- 2013 – Oh, schon gut, Propaganda, Warschau, Polen
- 2012 – Der Wunderheiler und seine fünf Kollegen, galeria Milano, Warschau, Polen
- 2002 – Wir gestehen Schuld, bitte verzeihen Sie, wir versprechen Verbesserung, Galeria Program, Warschau, Polen
- 1992 – Gruppa 1982–1991, Zachęta – Narodowa Galeria Sztuki, Warschau, Polen
- 1991 – Gruppe – 6 gute Fehler, Galeria Dziekanka, Warschau, Polen
- 1989 – Woyzeck. (Warum brauchen wir Zwinger? Zwinger, die wir zu Hause haben), Teatr Studyjny, Lodz, Polen
- 1989 – Manhattan-Dungeons, die Kunst anderer Medien. Ausstellungsinstallation, Lochy Manhattanu, Lodz, Polen
- 1988 – Gruppa – Dokumente, Galeria Pokaz, Warschau, Polen
- 1988 – Ars aura prior, Galeria DESA „Stary Rynek“, Posen, Polen
- 1988 – Lehrstuhl für Malerei, Galeria Dziekanka, Warschau (V Aktion), Polen
- 1988 – Erschweren Sie es Tieren, Gegenstände auszuspucken, die in den Mund genommen wurden. Galeria DESA „Nowy Świat“, Warschau, Polen
- 1988 – Künstler im Tempel der Worte über Kunst, Galeria na Ostrowie, Breslau, Polen
- 1988 – Vor-Ort-Zeichnung, Galeria Obraz, Posen, Polen
- 1987 – Kuda Gierman, Gruppenkunstwerke, Kassel, Deutschland
- 1987 – Avanguardia polacca. Esposizione dell’arte indipendente polacca, Centro Direzionale Colleoni, Agrate Brianza, Italien
- 1987 – Gruppa Gruppen, Galeria Atrium, Stockholm, Schweden
- 1986 – Ein ungezogener junger Mann singt, eine steife Jungfrau spinnt, Pracownia Dziekanka, Warschau (IV Aktion), Polen
- 1986 – Armut, dein Held ist Langeweile, die Unglück bringt. Galeria Wielka 19, Posen, Polen
- 1985 – Gesangs- und Tanzensemble der Volksrepublik Polen, Pracownia Dziekanka, Warschau (III Aktion), Polen
- 1985 – Gold der Ökonomie, Weihrauch der Kunst, bittere Myrrhe der Politik, Miłosierdzia Bożego Kirchengemeinde, Warschau
- 1985 – Derjenige, der diesen Leitstrahl leitet. Galeria Wieża, Warschau, Polen
- 1985 – Rypajamawłoszard Grzykomopasoźniak. Beitrag zur Vorlesung vel Geh aufzählen, Pracownia Dziekanka, Warschau (II Aktion), Polen
- 1985 – Nur heute Abend liebevoll, BWA, Lublin, Polen
- 1985 – Wie kann man Kryszkowski helfen? Pracownia Strych, Lodz, Polen
- 1985 – Kunst der Bewunderung, Galeria SHS, Warschau, Polen
- 1985 – Die Naht des Mysteriums aus einer traditionellen Malwerkstatt aufheben. Pracownia Dziekanka, Warschau (I Aktion), Polen
- 1984 – Die Frau rennt mit Butter davon, Pracownia Dziekanka, Warschau, Polen
- 1984 – Mutter des Premierministers, Teatr Kameralny, Warschau, Polen
- 1983 – Der Wald, der Berg und die Wolke über dem Berg, BWA, Lublin, Polen
- 1983 – Der Wald, der Berg und die Wolke über dem Berg, Pracownia Dziekanka, Warschau, Polen